# Barely Legal (film 2011)
Barely Legal è un film del 2011 diretto da Jose Montesinos.
Pellicola statunitense prodotta da The Asylum, specializzata in film a basso costo per il circuito direct-to-video, con protagonisti Jeneta St. Clair, Lisa Younger e Melissa Johnston.

## Trama
Sue, Cherly e Lexi, tre matricole di un college, amiche del cuore e nate tutte e tre lo stesso giorno, fanno sempre qualcosa di speciale ogni compleanno e per il loro diciottesimo decidono di perdere la verginità. Fanno quindi una festa, dove ognuna delle tre tenterà l'impresa ma, nonostante possano contare sul sostegno reciproco, nonché su quello della loro amica, Johanna, venuta ad aiutarle a gestire i festeggiamenti, perdere la verginità sarà più difficile di quello che sembra.
L'ingenua e religiosa Sue cerca dapprima di sedurre il suo compagno di studi biblici, Chris (come "Cristo"), che però respinge le sue avances, sostenendo che la propria devozione è rivolta a Gesù (confessandole cripticamente di essere omosessuale). Allora, sconfortata, Sue prova a chiedere aiuto a Lexi, confessando di non essersi mai nemmeno masturbata, quindi l'altra le consiglia di iniziare utilizzando il proprio vibratore. Sue prova ad ascoltare l'amica, ma finisce per sbagliarsi e comincia a praticare l'autoerotismo con un telecomando, venendo presto scoperta da due invitati strafatti di cannabis. In preda alla vergogna, si rifugia in lavanderia per calmarsi, ma quando si siede sull'asciugatrice, le vibrazioni che essa sta producendo sortiscono lo stesso effetto del telecomando. Troppo tardi si accorge di quello che sta succedendo e, quindi, prova a chiedere aiuto ad un servizio telefonico di confessione, trovato nell'elenco del telefono, ignara di come sia una linea erotica e a risponderle sia in realtà una dominatrice vestita da suora. Comunque, le parole della suora/dominatrice aiutano Sue con i suoi dubbi e quest'ultima passa il resto della festa a masturbarsi, ora con quasi ogni oggetto, vibrante o meno, le capiti a tiro, come l'aspirapolvere, il getto della doccia e perfino lo spazzolino elettrico.
Lexi, in realtà, è vergine nel senso che non ha mai avuto un rapporto vaginale completo con un ragazzo, ma ha già fatto ampio uso di vibratori e ha avuto un gran numero di rapporti orali e anali. Quando cerca di perdere la verginità in tutti i sensi, si rende conto di non riuscire ad eccitarsi abbastanza. Disperata, chiede aiuto ad un ragazzo con cui aveva fatto sesso (ovviamente non vaginale) qualche giorno prima. Il ragazzo, però, le fa notare che a fargli venire diversi orgasmi di fila non è stato lui, ma "J.J.", con cui avevano fatto una cosa a tre e che le aveva praticato il più meraviglioso servizio orale che lei avesse mai ricevuto. Purtroppo, in quel momento, Lexi aveva perso le lenti a contatto, quindi non ha idea di che aspetto abbia J.J.: comincia quindi a provarci con ogni ragazzo avente le stesse iniziali, ma tutti si rivelano la persona sbagliata.
Cheryl invece, appassionata di sculture d'argilla, è la più "normale" delle tre e progetta di copulare con il suo fidanzato, Jake, ma dopo averlo sorpreso a tradirla con un'altra ragazza, si imbarca, anche lei sotto consiglio di Lexi, in una serie di seduzioni per vendicarsi, ma gli esiti sono disastrosi. Tenta di andare a letto con un ragazzo cieco, Frank, ma a causa dei due invitati strafatti, che lo trascinano a fumare con loro, lui si dimentica di lei e, a servirla oralmente, è invece il cane di lui, senza che lei se ne accorga. Poi continua a cercare di far ingelosire Jake uscendo con un simpatico ragazzo del college, di nome Eric, per il quale lei sviluppa un'affinità tale da lasciar perdere i propri propositi di vendetta. Purtroppo, quando Eric scopre il motivo per cui lei, all'inizio, lo aveva avvicinato, se ne va deluso.
Nessuna delle tre ragazze riesce a perdere la verginità, ma alla fine tutte e tre hanno il loro lieto fine. Lexi scopre che il misterioso J.J. è in realtà Johanna, che decide di rivelarsi e così Lexi, dopo che le due hanno finalmente copulato, capisce che i maschi non le interessano e inizia la sua storia d'amore con lei. Cherly, dopo aver lasciato Jake e aver visto come la scultura sul suo uomo ideale, fatta ad occhi chiusi, abbia l'aspetto di Eric, trova il coraggio di chiedere scusa a quest'ultimo, che accetta le sue scuse e quindi riparte per il college, con la promessa di restare in contatto. Sue invece, mentre pulisce i pasticci alla festa, incontra un ragazzo in moto di nome Jesùs (come Gesù), che le chiede se le piacerebbe fare un giro in moto alla chiesa che frequenta: la ragazza, considerandolo il segno divino che la suora/dominatrice le aveva consigliato di aspettare, accetta.

## Produzione
Il film fu prodotto con un budget stimato in 3.000,5 $ e girato a Los Angeles, in California.

## Distribuzione
- 26 luglio 2011 negli Stati Uniti
- 9 dicembre 2011 in Regno Unito